# Сушеница
Сушеница ( У пиротском крају се каже "шушеница"), суво месо или димљено месо је, традиционални, сухомеснати производ који се добија сушењем меса (димљењем) у сушници за месо, сушари за месо или пушници (разни називи у разним крајевима Србије или у државама у окружењу). За сушенице се најчешће користи сирово свињско месо мада се суши и: овчије (јагњеће), козје (јареће) говеђе (телеће) па чак и коњско месо.
За добијање квалитетних сушеница, сувог меса, постоје разни, мање или више слични, рецепти односно поступци. Разлика у рецептима зависи од краја до краја. То спада у специјалне традиционалне начине припреме или у традиционалну кухињу.
Основни поступак је да се месо исече на дугуљасте комаде и усоли. Тако усољено месо стоји неколико дана. После тога се ређа у пушници (сушници), пресавијено, на дрвеним моткама или металним шипкама или се окачи да виси на кукама. Затим се месо суши на тихој ватри, жару и диму. Након сушења у пушници (димљења) месо се чува окачено да виси на промајном сувом месту, на тавану или поткровљу.
Разлике у начину припремања се односе у томе колико дана месо стоји усољено пре сушења или се потапа неколико дана у слани раствор. Разлике у сушењу могу бити у дужини трајања сушења са прекидима и дужини каснијег чувања на тавану.

Тако у зависности од краја до краја (од домаћина до домаћина или мајстора) сам процес стајања усољеног меса у води или без воде може трајати од пар до недељу дана а сушење у пушници може трајати од два до десет дана. Касније сушење или стајање на промајном месту може трајати од 7 до 20 дана.
Поред наведених разлика постоје неке три врсте димљења (сушења):
- Хладно димљење на температури 15-25 °C
- Топло димљења на температури 30-50 °C
- Вруће димљење на температури 60-120 степени

## Занимљивости
Већ неколико година се у Димитровграду одржава туристичко-гастрономска такмичарска манифестација под називом " Дани царибродске шушенице " ("Дани царибродске сушенице"). На овој манифестацији се излажу локални прехрамбени и други производи а централни део манифестације је избор најбоље односно најквалитетније „шушенице“ ("сушенице"). Овакве сушенице су карактеристичне по начину припремања и укусу за пиротски крај.

## Слични производи
- Шунка
- Златиборска пршута
- Његушка пршута
- Дрнишки пршут